# Onésime Joachim Troude
Pour les articles homonymes, voir Troude.
Onésime Joachim Troude est un officier de marine français et historien de la marine nationale française, né à Brest le 31 janvier 1807, et mort dans la même ville le 22 janvier 1886 .

## Biographie
Onésime Joachim Troude est le quatrième enfant du contre-amiral Aimable Gilles Troude.
Il entre dans la Marine royale en 1821, aspirant en 1827. 
Enseigne de vaisseau, il a pris part à l'expédition d'Alger, en 1830, comme enseigne de vaisseau sur le vaisseau Aventure. Il était à bord de ce vaisseau quand il s'est échoué le 15 mai. Sur les 200 marins qui ont survécu au naufrage, 108 ont été décapités par les kabyles, les autres amenés à Alger où ils ont été maintenus prisonniers avec les têtes des décapités. Les prisonniers ont été libérés le jour de la capitulation d'Alger, le 5 juillet 1830, avec d'autres prisonniers français,,.
En 1841, il est embarqué sur le Souverain, vaisseau de 1er rang de 120 canons de l'escadre de Méditerranée commandé par le capitaine de vaisseau Ange Jouglas sur lequel il commande la 67e compagnie.
Il a été nommé capitaine de frégate le 26 avril 1845. Il est aide-major à l'état-major du port de Brest en 1847.
Il ne figure plus sur les effectifs de la Marine nationale en 1857.
Il a publié en 1867-1868 les 4 tomes des Batailles navales de la France.

## Famille
- Aimable Gilles Troude (1762-1824), contre-amiral, marié en premières noces, en 1785, avec Marie-Françoise-Clotilde Vincent, et en secondes noces, en 1798, avec Marie-Josèphe Cordier (vers 1775-1843)
  - Anne-François Troude (1786-1844), né du premier mariage, capitaine de vaisseau,
  - Amable-Emmanuel Troude, né du second mariage, (1803-1885)[4]
  - Onésime Joachim Troude (1807-1886) marié en 1854 avec Sophie Hamon dont il a eu deux filles :
    - Émeline Eugénie Troude (1855- ) mariée à Georges Neumayer (1849-1922) fils du général Maximilien-Georges-Joseph Neumayer[5] (1789-1866) et de Prudence Trochu (1825-1908),
    - Gabrielle Marie Troude (1856-1942) à Georges François Jacques Romain-Desfossés (1844-1914), fils de Joseph Romain-Desfossés[6], amiral de France,
      - Jean Romain-Desfossés (1878-1916) marié en 1907 avec Marie Thérèse Schaeffer (1883-1958)
        - Jacques Romain-Desfossés (1908-1998)
        - Chantal Romain-Desfossés (1910- ) mariée en 1933 à Guy Assier de Pompignan (1903-1976)

  - Olympe-Victorine Troude (†1869)

## Publications
- Batailles navales de la France, publié par Prosper Levot, Challamel ainé éditeur, Paris, 1867, tome 1 (lire en ligne)
- Batailles navales de la France, publié par Prosper Levot, Challamel ainé éditeur, Paris, 1867, tome 2 (lire en ligne)
- Batailles navales de la France, publié par Prosper Levot, Challamel ainé éditeur, Paris, 1867, tome 3 (lire en ligne)
- Batailles navales de la France, publié par Prosper Levot, Challamel ainé éditeur, Paris, 1868, tome 4 (lire en ligne)

## Distinctions
- Chevalier de la Légion d'honneur, en 1839,
- Officier de la Légion d'honneur, en 1852[7].